# Guala Bicchieri
Guala Bicheri, o anche Giacomo Guala Beccaria (Vercelli, 1150 circa – Roma, 30 maggio 1227), fu cardinale e diplomatico al servizio dello Stato della Chiesa. Fu legato pontificio in Inghilterra dal 1216 al 1218 e svolse un ruolo politico importante negli ultimi anni di regno di Giovanni d'Inghilterra e nei primi anni di reggenza di Guglielmo il maresciallo (data la giovane età di Enrico III).

## Biografia

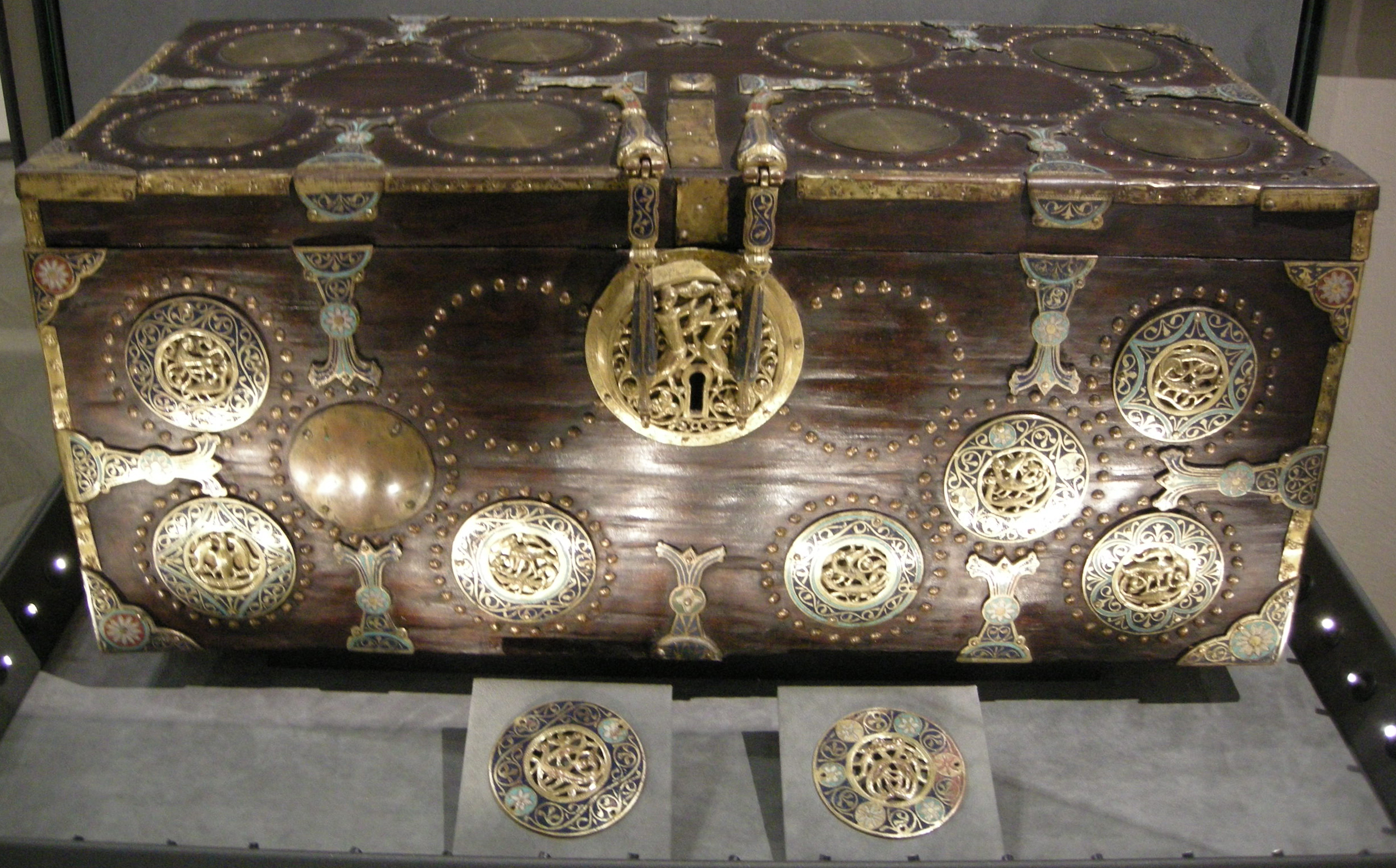
Cofano del cardinale Guala Bicchieri, Museo Civico di Torino, lavoro di orafo limosino

La sua famiglia proveniva da Vercelli, nella cui cattedrale si trovano i primi testi nei quali viene citato, nel 1187.
Entrò nella congregazione dei Canonici regolari di San Pietro in Pavia e si laureò in utroque iure a Bologna. Fu canonico del capitolo della Cattedrale di Sant'Eusebio a Vercelli.
Nel 1205 divenne cardinale con il titolo di Cardinale diacono di Santa Maria in Portico Octaviae, servendo come legato pontificio del nord Italia, prima di diventare legato pontificio in Francia nel 1208. Nel 1211 divenne cardinale prete con il titolo dei Santi Silvestro e Martino ai Monti. Papa Innocenzo III lo nominò legato pontificio in Inghilterra nel 1216; la guerra civile ostacolava i piani pontifici per una crociata.

### In Inghilterra
Guala Bicchieri arrivò in Inghilterra nel mezzo della prima guerra baronale, mentre i baroni ribelli tentavano di rovesciare re Giovanni e l'esilio (nonché sospensione) dell'arcivescovo di Canterbury, Stephen Langton, aveva privato la chiesa inglese di una guida. Guala Bicchieri si schierò a fianco di re Giovanni contro i baroni, che appoggiavano le mire del principe francese Luigi (il futuro Luigi VIII di Francia) al trono d'Inghilterra.
Morto Giovanni Senza Terra, Guala fu uno dei due tutori (insieme a Guglielmo il Maresciallo) del giovane erede al trono Enrico III, il quale gli sarà talmente grato da affidargli l'Abbazia di St. Andrew a Chesterton, le cui rendite furono successivamente utilizzate per fondare un'omonima chiesa nella sua Vercelli, tra le primissime edificate con stilemi gotici in Italia.
La figura del legato pontificio fu determinante per stabilizzare la situazione dopo la fine della guerra e per la nuova stesura della Magna Charta. Oltre a mediare fra i baroni ribelli ed il re, a supervisionare l'elezione del clero ed a punire quello ribelle, amministrare i possedimenti monastici, il legato pontificio partecipò all'organizzazione del quarto concilio laterano.
Nel 1217 promosse la nomina di Richard Poore a vescovo di Salisbury, in sostituzione del fratello Herbert, appena deceduto.

### Nuovamente in Italia

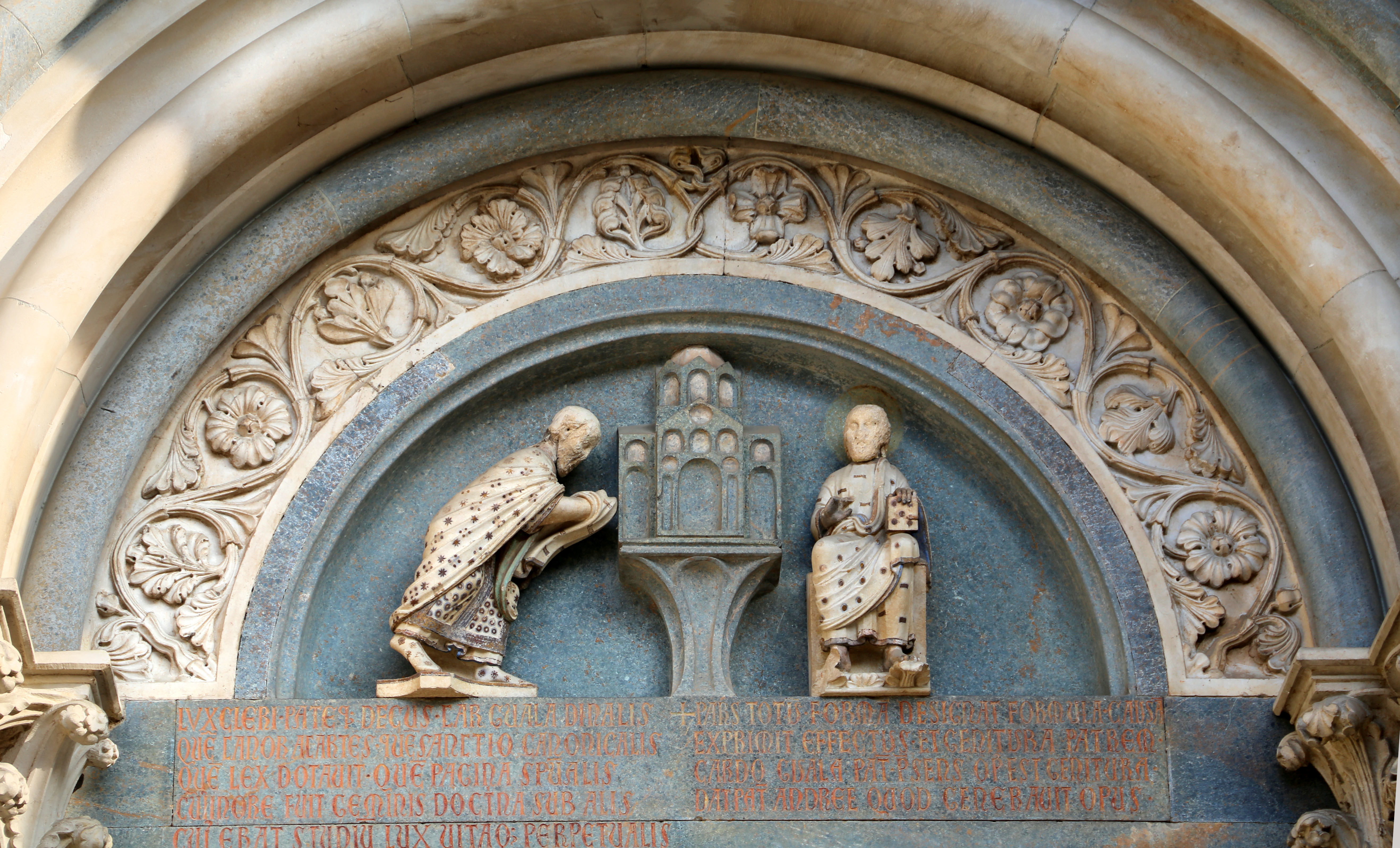
Il cardinale Guala Bicchieri offre a Sant'Andrea una copia della basilica, lunetta sinistra della facciata della basilica di Sant'Andrea a Vercelli

Guala tornò in Italia nel 1219, dopo la firma del trattato di Lambeth. Fondò l'imponente basilica di Sant'Andrea a Vercelli (con annessa abbazia e ospedale), che sarà inaugurata - dopo soli otto anni dalla posa della prima pietra - nel 1227, anno della sua morte.

## Conclavi
Durante il cardinalato di Guala Bicchieri ebbero luogo due conclavi, ai quali egli partecipò:
- conclave del 1216 che elesse papa Onorio III
- conclave del 1227 che elesse papa Gregorio IX